# Saint-Thurien, Eure
Saint-Thurien là một xã của tỉnh Eure, thuộc vùng Normandie, miền bắc nước Pháp.